# Gundermann
Gundermann is een Duitse biografische drama- en muziekfilm uit 2018, geregisseerd door Andreas Dresen over de Duitse songwriter en rockmuzikant Gerhard Gundermann. De titelrol wordt vertolkt door Alexander Scheer, die daarmee een Deutscher Filmpreis won.

## Verhaal
De film toont vanaf 1992 geselecteerde momenten uit het leven van de songwriter en graafmachinechauffeur, waaronder het feit dat Gundermanns werk als onofficiële medewerker (IM) van de Staatsveiligheid (Stasi) bekend werd. Op basis hiervan laten flashbacks zien hoe hij politiek betrokken raakte bij de DDR en hoe hij samenkwam met zijn vrouw Conny. Voor zijn liedjes doet hij inspiratie op terwijl hij in de bestuurderscabine van een graafmachine op wieltjes zit en bruinkool ontgint in de dagbouwmijn Spreetal bij de stad Hoyerswerda. Zijn vader verbrak het contact met hem omdat hij zijn zoon verantwoordelijk hield voor zijn eigen wangedrag.
Met een analoog dicteerapparaat neemt hij spontane taalkundige tekst-ideeën voor liedjes op. Zijn leven en zijn omgeving worden gevormd door tegenstellingen. Zijn werk verscheurt de aarde, tegelijkertijd beschrijft en bezingt hij de schoonheid van de natuur. Als fervent communist bereikten zijn directheid en eigenzinnigheid de grenzen van het heersende conformisme en werden ze bijgevolg uitgesloten van de SED. Door zijn werk voor de Staatsveiligheid hoopte hij verbeteringen op het gebied van arbeidsveiligheid en arbeidsomstandigheden te kunnen bereiken, en pas na de val van de Muur realiseerde hij zich hoeveel hij andere mensen had kunnen schaden.
Tegelijkertijd verneemt hij dat hij ook werd bespied door vrienden en kennissen voor de Staatsveiligheid, de bijbehorende slachtofferdossiers van de autoriteit Gauck kunnen niet worden gevonden. Tegen een journalist weigert hij zich op de gebruikelijke, formuleachtige manier te verontschuldigen tegenover degenen die hij bespioneerde. Hij zegt dat hij zichzelf niet kan vergeven nadat hij zijn strafblad volledig heeft gelezen. In plaats daarvan benadert hij in een aantal gevallen vrijwillig zijn collega's en bandleden met de bekentenis dat hij vroeger een IM was. Wanneer Gundermann zelf vader werd en zijn vrouw het moeilijk vindt om te accepteren dat hij zoveel tijd in zijn muziek en tournees blijft steken, belooft hij beter te worden. Uiteindelijk verzoent hij zich na zijn Stasi-bekentenis met zijn band en het publiek.

## Rolverdeling
| Acteur           | Personage          |
| ---------------- | ------------------ |
| Alexander Scheer | Gerhard Gundermann |
| Anna Unterberger | Conny Gundermann   |
| Axel Prahl       | commandant         |
| Thorsten Merten  | poppenspeler       |
| Bjarne Madel     | partijsecretaris   |
| Eva Weißenborn   | Helga              |

## Release
De film ging in première op 19 augustus 2018 in Hoyerswerda en verscheen op 23 augustus 2018 in de Duitse bioscoop.

## Prijzen en nominaties
Gundermann won tien filmprijzen en werd daarnaast ook nog zevenmaal genomineerd, waarvan de belangrijkste:
| Jaar | Prijs                 | Categorie                   | Genomineerde(n)                     | Uitslag     |
| ---- | --------------------- | --------------------------- | ----------------------------------- | ----------- |
| 2019 | Bayerischer Filmpreis | Beste acteur                | Alexander Scheer                    | Gewonnen    |
| 2019 | Deutscher Filmpreis   | Beste speelfilm             | Claudia Steffen & Christoph Friedel | Gewonnen    |
| 2019 | Deutscher Filmpreis   | Beste regisseur             | Andreas Dresen                      | Gewonnen    |
| 2019 | Deutscher Filmpreis   | Beste mannelijke hoofdrol   | Alexander Scheer                    | Gewonnen    |
| 2019 | Deutscher Filmpreis   | Beste actrice in een bijrol | Eva Weißenborn                      | Genomineerd |
| 2019 | Deutscher Filmpreis   | Beste scenario              | Laila Stieler                       | Gewonnen    |
| 2019 | Deutscher Filmpreis   | Beste camera                | Andreas Höfer                       | Genomineerd |
| 2019 | Deutscher Filmpreis   | Beste montage               | Jörg Hauschild                      | Genomineerd |
| 2019 | Deutscher Filmpreis   | Beste productieontwerp      | Susanne Hopf                        | Gewonnen    |
| 2019 | Deutscher Filmpreis   | Beste kostuumontwerp        | Sabine Greunig                      | Gewonnen    |
| 2019 | Deutscher Filmpreis   | Beste make-up               | Grit Kosse & Uta Spikermann         | Genomineerd |
| 2019 | Europese filmprijs    | Europese acteur             | Alexander Scheer                    | Genomineerd |